# Републикански път II-97
Републикански път II-97 е второкласен път, част от Републиканската пътна мрежа на България, преминаващ изцяло на територията на Област Добрич, Община Добрич. Дължината му е 23,7 km и е околовръстен път на град Добрич. Номерацията на пътя е отклонение от правилото за номерирането на републиканските пътища в България, тъй като той със своя номер II-97 не е ляво разклонение на Републикански път I-9.
Пътят започва в ютоизточния край на квартал „Рилци“ на град Добрич и 2,1 km продължава в северна посока, след което завива на изток и след 5,8 km достига североизточно от града, където наляво се отклонява Републикански път II-29. Там пътят завива на юг, а след разклона наляво на Републикански път II-27 за град Балчик – на югозапад и запад. След като от юг (отляво) с него се съедини Републикански път II-29, идващ от Варна, пътят постепенно завива на северозапад и север, приема отляво Републикански път II-27, идващ от град Нови пазар и завършва в началната си точка в югоизточния край на квартал „Рилци“.
При 9,3 km, североизточно от град Добрич наляво се отделя Републикански път III-9701 (37,0 km) през селата Победа, Методиево, Малина, Преселенци, Горица, Великово и Сираково до село Сърнино при 17,2 km на Републикански път III-2963.
Околовръстният път II-97]] на град Добрич се дублира с още три втрокласни пътя от Републиканската пътна мрежа:
- на протежение от 15 km (от km 0 до km 15,0) – с Републикански път II-71 (от km 78,6 до km 93,6);
- на протежение от 8,4 km (от km 7,9 до km 16,3) – с Републикански път II-29 (от km 50,1 до km 41,7);
- на протежение от 7,3 km (от km 12,8 до km 20,1) – с Републикански път II-27 (от km 70,5 до km 977,8).

| Пътища, отклоняващи се надясно (населено място, № на пътя, посока на пътя) | Км   | Пътища, отклоняващи се наляво (посока на пътя, № на пътя, населено място)                                      |
| -------------------------------------------------------------------------- | ---- | --- |
| Община Добрич, кв. „Рилци“, бул. „Добруджа“ ←                              | 0,0  | ← кв. „Рилци“, 78,6 km, II-71 (от 6,9 km на I-7), Община Добрич                                                |
|                                                                            | 2,1  | ← 34,1 km, III-7105 (от 40,2 km на II-71)                                                                      |
| ул. „Калиакра“ ←                                                           | 3,6  | |
|                                                                            | 7,9  | → 50,1 km, II-29 (до ГКПП Кардам, общ. Генерал Тошево, обл. Добрич) → 0,0 km, III-293 (до границата с Румъния) |
| бул. „25-и септември“ ←                                                    | 9,3  | → 0,0 km, III-9701 (до с. Сърнино)                                                                             |
| бул. „Добруджа“ ←                                                          | 12,8 | → 77,8 km, II-27 (до пристанище Балчик)                                                                        |
| ул. „Батовска“ ←                                                           | 15,0 | → 93,6 km, II-71 (до с. Оброчище)                                                                              |
| бул. „25-и септември“ ←                                                    | 15,3 | |
|                                                                            | 16,3 | ← 41,7 km, II-29 (от гр. Варна)                                                                                |
|                                                                            | 18   | → общински път (за с. Богдан)                                                                                  |
|                                                                            | 19,7 | → общински път (за с. Дончево)                                                                                 |
| бул. „3-ти март“ ←                                                         | 20,1 | ← 70,5 km, II-27 (от гр. Нови пазар)                                                                           |
| кв. „Рилци“, бул. „Добруджа“ ←                                             | 23,7 | ← кв. „Рилци“, 78,6 km, II-71 (от 6,9 km на I-7)                                                               |

Забележки
1. ↑  На протежение от 15 km (от km 0 до km 15,0) Републикански път II-97 се дублира с Републикански път II-71 (от km 78,6 до km 93,6)
2. ↑  На протежение от 8,4 km (от km 7,9 до km 16,3) Републикански път II-97 се дублира с Републикански път II-29 (от km 50,1 до km 41,7)
3. ↑  На протежение от 7,3 km (от km 12,8 до km 20,1) Републикански път II-97 се дублира с Републикански път II-27 (от km 70,5 до km 77,8)